# Rudolf Zinggeler (Fotograf)

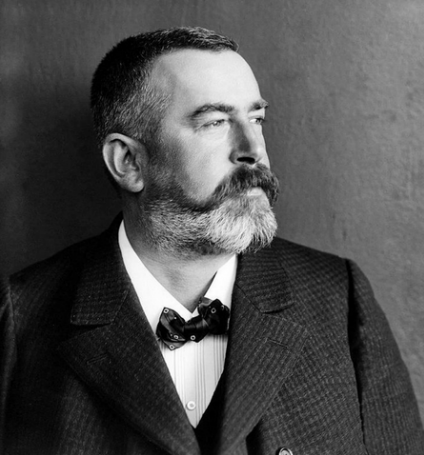
Rudolf Zinggeler – Selbstportrait 1901

Gustav Rudolf Zinggeler-Danioth (* 8. Oktober 1864 in Wädenswil; † 21. Juli 1954 in Kilchberg) war ein Schweizer Fotograf und Unternehmer. "Zinggelers Aufnahmen sind von grossem volkskundlichem, historischem und dokumentarischem Wert."

## Leben

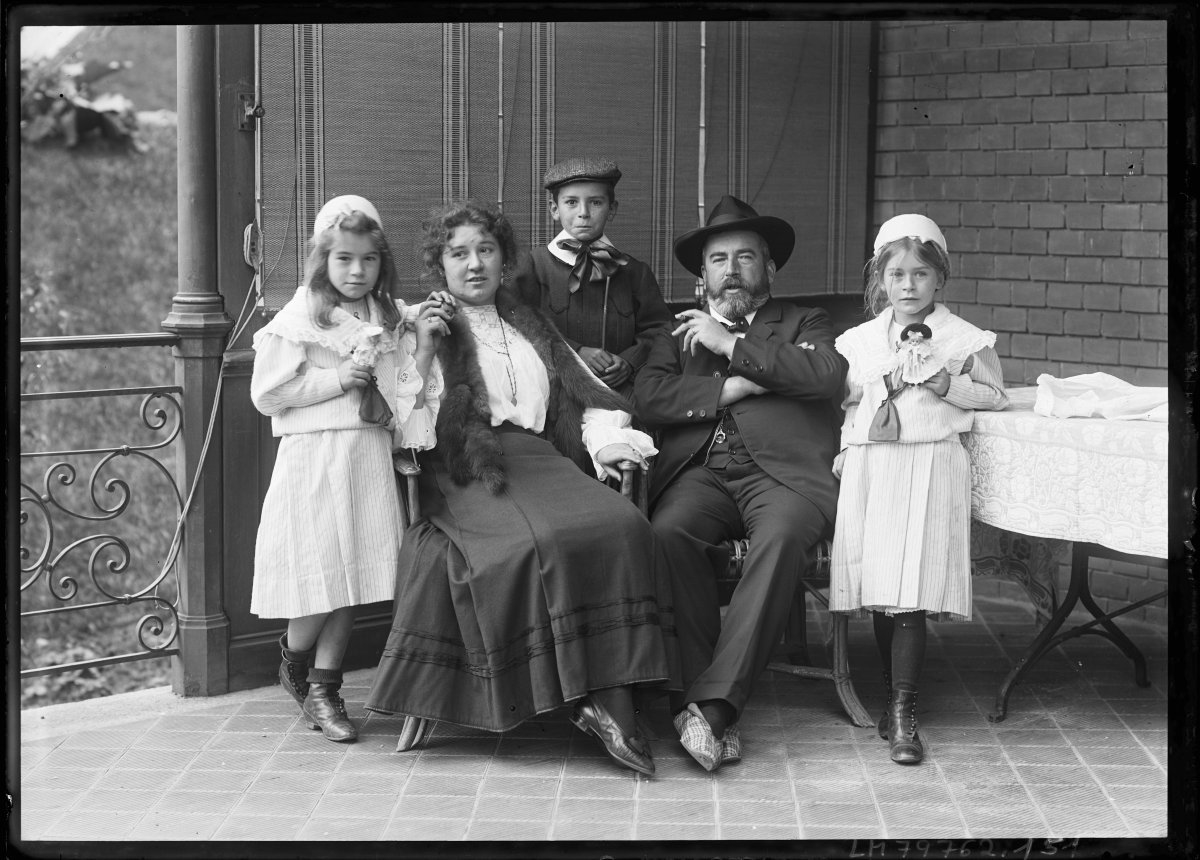
Familie Zinggeler: Louise und Rudolf Zinggeler-Danioth sitzen auf der Terrasse in Korbsesseln, rechts Tochter Elisabeth (* 1897), links Tochter Margaretha (* 1898) in der Mitte hinter den Eltern steht Sohn Rodolf (* 1896)

Auf der Axenstrasse, neben dem Chauffeur sitzt Rudolf Zinggeler, hinter ihm zwei Gäste (ca. 1915)

Zinggelers Eltern waren der Seidenfabrikant Rudolf Zinggeler-Syfrig und Anna Barbara Syfrig (1826–1878). Er hatte drei Schwestern und zwei Brüder. Zinggeler besuchte Schulen in Richterswil, Wädenswil und Genf und studierte Chemie in Winterthur, Zürich und Genf. Der Vater schrieb dem 21-jährigen nach Genf, er werde zu Hause in der Firma benötigt, er solle sein Studium abbrechen und umgehend nach Richterswil zurückkehren. Als Trost durfte er im Auftrag der Firma Reisen um neue Absatzmärkte zu erschliessen. So begann er 1885 in der Seidenzwirnerei Zinggeler AG seines Vaters zu arbeiten. Nach dem Tod des Vater führten zuerst die drei Söhne die Firma, ab 1905 Rudolf Zinggeler junior alleine.
1894 heiratete er Louise Zinggeler-Danioth (1875–1958) und hatte mir ihr zwei Töchter und zwei Söhne. Die erste Zeit lebte das Ehepaar noch in Richterswil, zog bald nach Horgen und dann nach Zürich. Um die Jahrhundertwende liess er in Kilchberg eine Villa bauen, gemäss dem Flurnamen Zum Wohlleben genannt. Dort wuchs seine Sammlung von Mineralien und Halbedelsteinen, die am Ende seines Lebens als zweitgrösste Privatkollektion der Schweiz galt. Als Mitglied des Schweizer Alpen-Clubs und des örtlichen Schützenvereins unternahm er in jungen Jahren regelmässig Wanderungen. Seine ersten Fotografien sind Erinnerungsfotos von Ausflügen und Gruppenaufnahmen. Dann bevorzugte er Landschaften mit Staffage, wie in der Malerei verbreitet. Einige seiner Aufnahmen liess er von Auftragsmalern farbig nachmalen. Er fotografierte auch oft Menschen in ihrer Umgebung oder das Innere von Gebäuden, dies jedoch ohne Menschen.
Für die schwere Fotoausrüstung heuerte Zinggeler jeweils lokale Träger an. Zu Hause entwickelte er die Glasplatten in seinem Labor machte Kontaktabzüge. Seine Frau fertigte leinengebunde Fotoalben, die sie mit weisser Tinte beschriftete. Von einzelnen Bildern stellte Zinggeler Diapositive her, um sie bei Lichtbildvorträgen zu Hause oder auswärts zeigen zu können. Seine Reiseberichte reicherte er mit vielen Anekdoten an.
Wenn Zinggeler in einen neuen Ort kam, suchte er nach schriftlicher Anmeldung den Dorfpfarrer oder angesehene Bürgerfamilien auf. Von diesen zentralen Bezugspersonen aus erschlossen sich ihm das ganze Dorf und seine Umgebung, die er sich zu fotografieren vorgenommen hatte. Er interessierte sich für alle Bevölkerungsgruppen.
So entstand im Laufe von 40 Jahren ein Lebenswerk eines Amateurfotografen, "dessen kulturelle Bedeutung und dokumentarischer Wert erst Jahre nach seinem Ableben voll erfasst wurden."
Die Firma Zinggeler AG wurde nicht von direkten Nachkommen übernommen, blieb aber bis 1974 in Familienbesitz.

## Galerie
Auf seinen vielen Reisen, die er ab 1890 in die Alpenregionen der Kantone Wallis, Graubünden und Tessin unternahm, fotografierte er viele Motive, die heute von einem hohen historischen Wert sind. Er hinterliess insgesamt 16'000 Glasnegative und 15'000 Abzüge. Sie befinden sich im Eidgenössischen Archiv für Denkmalpflege, das heute zur Graphischen Sammlung der Schweizerischen Nationalbibliothek gehört.

Loco TI, drei Frauen am Strohflechten (1933)
Loco TI, Pöstler und zwei ältere Männer am Strohflechten (1933)
Russo TI,  Onsernonetaler Bauernhäuser mit Holzlauben; zwei Dreispänner-Holzfuhrwerke (1933)
Locarno TI, Schulkinder, Piazza del Mercato (ca. 1900)
Ronco sopra Ascona TI, Herdpartie in einer Nische mit zwei Frauen
Cavergno TI, Fontana, Bäuerin und zwei Mädchen beim Waschen (1931)
Sent GR, Sur En. Alte Mühle mit Wasserantrieb auf drei Rädern (1917)
Vals GR, Hauptplatz
Auf dem zugefrorenen St. Moritzersee Flugzeug mit Propeller am Heck
Scuol(Schuls) GR, Vier junge Schulserinnen in Engadinertracht und 'bewaffnet'
Tschlin GR, Schweizer u. Oesterreicher Soldaten, Innbrücke (1917)
St. Moritz, Friedhof bei der alten Kirche

## Archivierte Fotos und Nachlass
Der fotografische Nachlass von Rudolf Zinggeler wurde im Jahr 1956 durch die Erben dem Schweizerischen Landesmuseum als Schenkung übergeben. Nach der Herstellung von Fotoabzügen und der Aufarbeitung des gesamten Bestandes (1956-1965) ist der grösste Teil der Sammlung in das Eidgenössische Archiv für Denkmalpflege überführt worden. Mehrere hundert Glasplatten sind während dem Transport beschädigt worden, so dass Kopien hergestellt werden mussten. Ein Teil der Negative und Diapositive ist im Schweizerischen Nationalmuseum in Zürich verblieben. 2020 erfolgt eine kleine Nachlieferung von diversen Archivalien (Fotografien, Zeichnung, Korrespondenz).
- Schweiz. Nationalbibliothek, Eidg. Archiv für Denkmalpflege: ca. 30'520 Dokumente: 15'276 Glas- und Kunststoffnegative, ca. 15'000 Fotopositive, 146 Fotoalben. Nachweis. Davon über 8000 Fotos auf Wikimedia Commons (Stand 2025) "Bestandsbeschreibung: Die Fotografien sind von herausragender Qualität und bilden, grob zusammengefasst, folgende Themenbereiche ab: Ortschaften (Gesamtansichten, Teilansichten wie zum Beispiel Plätze, Strassen, einzelne Gebäude profan und sakral, Detailansichten wie Treppen oder Portale, Innenräume, Gärten, Höfe, Friedhöfe, Industriegebäude und Industrieanlagen); Landschaften (Gesamtansichten von Tälern, Panoramen, Alplandschaften, Seen oder Teilansichten wie Wasserfälle, Waldpartien, einzelne Bäume, Felsen, Höhlen, häufig stimmungsvoll in Szene gesetzt); Menschen und ihre Lebenswelten (Prozessionen, Feste, Familien, in Freizeit und Arbeitswelt), Porträts von Einzelpersonen (Frauen, Männer, Kinder). "
- Ca. 2000-3000 Glasnegative und Glasdiapositive (im Format 13 × 18 cm) befinden sich im Schweizerischen Nationalmuseum Zürich (Stand 1997). Digitalisate